# سكوت إي. تومسون
سكوت إي. تومسون (بالإنجليزية: Scott Y. Thomson) هو لاعب كرة قدم بريطاني في مركز حراسة المرمى، ولد في 8 نوفمبر 1966 في إدنبرة في المملكة المتحدة. لعب مع دندي يونايتد ودونفرملين أثلتيك وريث روفرز ونادي أردريونيانز ونادي بريتشين سيتي ونادي ماذرويل وهال سيتي.

## وصلات خارجية
- سكوت إي. تومسون على موقع قاعدة بيانات كرة القدم.إي يو (الإنجليزية)
- سكوت إي. تومسون على موقع Soccerbase.com (لاعب) (الإنجليزية)